# Suore missionarie guadalupane dello Spirito Santo
Le Suore Missionarie Guadalupane dello Spirito Santo (in spagnolo Hermanas Misioneras Guadalupanas del Espíritu Santo) sono un istituto religioso femminile di diritto pontificio: le suore di questa congregazione pospongono al loro nome la sigla M.G.Sp.S.

## Storia
Le origini della congregazione risalgono alla comunità di giovani catechiste radunata il 9 febbraio 1924 a Tlalpan da Félix Rougier.
Il gruppo fu canonicamente eretta in congregazione religiosa il 15 settembre 1930 da Leopoldo Ruíz y Flores, arcivescovo di Morelia. Le suore ricevettero l'abito religioso il 19 marzo 1931 e il 25 marzo 1933 ebbe luogo la prima professione.
L'istituto ricevette il pontificio decreto di lode l'11 febbraio 1973.

## Attività e diffusione
Le suore si dedicano all'insegnamento del catechismo e alla formazione dei catechisti, alle missioni popolari, all'animazione liturgica e vocazionale e alle opere sociali, soprattutto nelle zone dove sono scarsi i sacerdoti.
Oltre che in Messico, sono presenti in Colombia e negli Stati Uniti d'America; la sede generalizia è a Città del Messico.
Alla fine del 2008 la congregazione contava 281 religiose in 52 case.